# Sphecodes trentonensis
Sphecodes trentonensis är en biart som beskrevs av Cockerell 1913. Sphecodes trentonensis ingår i släktet blodbin, och familjen vägbin. Inga underarter finns listade i Catalogue of Life.